# Upton Automobile Company
Upton Automobile Company war ein US-amerikanischer Hersteller von Automobilen.

## Unternehmensgeschichte
J. C. und L. H. Upton leiteten das Unternehmen. Dazu sammelten sie Kapital von Geldgebern aus Bristol in Indiana und Constantine in Michigan. Das Werk sollte in Bristol entstehen. 1914 begann die Produktion von Automobilen. Der Markenname lautete Upton. The American Cyclecar berichtete im Mai 1914 über das Unternehmen. Im gleichen Jahr endete die Produktion. Insgesamt entstanden mindestens zwei Fahrzeuge.
Es gab keine Verbindungen zur Beverly Manufacturing Company und zu Lebanon Motor Works, die vorher ebenfalls Personenkraftwagen mit diesem Markennamen herstellten.

## Fahrzeuge
Im Angebot stand ein Kleinwagen. Er hatte einen Vierzylindermotor von Farmer. 69,85 mm Bohrung und 101,6 mm Hub ergaben 1557 cm³ Hubraum. Der Motor leistete 18 PS. Das Fahrgestell hatte 284 cm Radstand. Das Leergewicht war mit etwa 544 kg angegeben. Der Aufbau war ein offener Tourenwagen mit fünf Sitzen. Als Neupreis sind 600 US-Dollar überliefert.